# Le Blogueur
Le Blogueur (en allemand Der Blogger) est un magazine hebdomadaire diffusé sur la chaîne de télévision franco-allemande Arte.
L'émission, lancée en 2010, est diffusée chaque dimanche à 20 h 10 depuis janvier 2012. Dirigée par Jean-Michel Boissier, cofondateur de l'hebdomadaire français Courrier international, elle est présentée par le journaliste Anthony Bellanger (né en 1967), ancien chef de l'information du même journal. Pendant 26 minutes, Le Blogueur mène une enquête originale et comparative sur les modes de vie et les faits de société dans tous les pays européens. Et il prolonge et actualise en permanence ses enquêtes sur son site web.
La dernière émission a été diffusée le dimanche 15 décembre 2013 sur Arte.